# شيريل حنا
شيريل حنا (بالإنجليزية: Cheryl Hanna)‏ هي رسامة ورسامة توضيحية أمريكية، ولدت في 1951.